# Wolves in the Throne Room
I Wolves in the Throne Room sono una band black metal statunitense, formatasi a Olympia nel 2003.

## Formazione

### Formazione attuale
- Nathan Weaver – voce e chitarra
- Aaron Weaver – batteria, chitarra, basso e sintetizzatore
- Kody Keyworth – seconda voce e chitarra

### Ex componenti
- Chris Beug – basso
- Rick Dahlen – chitarra
- Jessika Kenney – voce turnista
- Will Lindsay – chitarra
- Jamie Myers – voce turnista
- Nick Paul – chitarra
- Ross Sewage – basso turnista
- Dino Sommese – voce turnista
- Oscar Sparbel – basso turnista

## Discografia

### Album in studio
- 2006 – Diadem of 12 Stars
- 2007 – Two Hunters
- 2009 – Black Cascade
- 2011 – Celestial Lineage
- 2014 – Celestite
- 2017 – Thrice Woven
- 2021 – Primordial Arcana

### Live
- 2008 – Live at Roadburn 2008
- 2014 – Turning Ever Towards the Sun - Live at Neudegg Alm

### EP
- 2009 – Malevolent Grain
- 2013 – BBC Session 2011 Anno Domini

### Demo
- 2004 – Wolves in the Throne Room
- 2005 – Demo 2005